# رفول لاويس
رفول لاويس (الاسم العلمي: Parotia lawesii)، طائر متوسط القد (يصل طولها إلى 27 سم) ينتمي إلى فصيلة طائر الجنة. يستوطن الغابات الجبلية في جنوب شرق وشرق بابوا غينيا الجديدة.